# Arthur Van Den Nest
Arthur Constant Pieter Armand Van den Nest (Antwerpen, 25 februari 1843 - aldaar, 2 oktober 1913) was een Belgisch politicus voor de Liberale Partij.

## Biografie

### Familie
Arthur Van den Nest was een zoon van Constantin Van den Nest (1795-1858), provincieraadslid van Antwerpen, lid van de Kamer van Koophandel van Antwerpen en secretaris van de Koninklijke Academie voor Schone Kunsten, en Justine de Gheest (1806-1869). Hij was een schoonbroer van Ernest Grisar, industrieel en medeoprichter van voetbalclub Beerschot AC.
Hij studeerde aan de Handelshogeschool te Antwerpen. Hij werd aangeduid met als beroep 'eigenaar', werd verkozen tot gemeenteraadslid (1872) en schepen (1874-1882 voor Schone kunsten en 1885-1900 voor Financies) van Antwerpen. Hij zorgde ervoor dat de stad Antwerpen in 1879 de collectie Egyptische voorwerpen van de Franse antiquair Eugène Allemant (1837-na 1885). Het was de eerste dergelijke aankoop door een Belgische openbare instantie. 1n 1892 werd hij uitgenodigd door de Liberale Associatie om burgemeester van Antwerpen te worden. Hij aarzelde, maar uiteindelijk wees hij dit af en werd Jan Van Rijswijck tot burgemeester benoemd.
Van den Nest was zeer actief in de import-export met Argentinië. Hij was de eerste voorzitter van de raad van bestuur van Bell Telephone Company en voorzitter van een belangrijke vennootschap in Kongo. Hij was aandeelhouder van de Anglo-Belgian India Rubber Company.
In 1900 werd hij verkozen tot liberaal senator voor het arrondissement Antwerpen en vervulde dit mandaat tot in 1913.
Hij werd lid van de vrijmetselaarsloge Les Amis du Commerce et La Persévérance Réunis.
In 1907 werd het Gesticht Arthur Van Den Nest opgericht, een instelling om tuberculose te bestrijden.